# Amblyraja radiata
Amblyraja radiata е вид хрущялна риба от семейство Морски лисици (Rajidae). Видът е световно застрашен, със статут Уязвим.

## Разпространение и местообитание
Разпространен е във Великобритания (Северна Ирландия), Канада (Лабрадор, Нова Скотия, Ню Брънзуик, Нюфаундленд и Северозападни територии) и САЩ (Мейн).
Среща се на дълбочина от 9 до 1000 m, при температура на водата от -2,1 до 20,1 °C и соленост 30,2 – 36,7 ‰.

## Описание
На дължина достигат до 1 m, а теглото им е максимум 11,4 kg.
Продължителността им на живот е около 28 години. Популацията на вида е намаляваща.